# Трећа лига Мађарске у рагбију
Трећа лига Мађарске у рагбију (мађ. Nemzeti Bajnokság II) је трећи и најнижи ранг клупског рагби 15 такмичења у Мађарској.

## О такмичењу
Овим такмичењем руководи Рагби савез Мађарске. У лигашком делу учествује 4 клуба. Клубови имају прилику да се пласирају у другу мађарску лигу.
Учесници
- Ехок Сегедин
- Цеглед
- Геделе
- Ђенђеш